# Magdolna Purgly

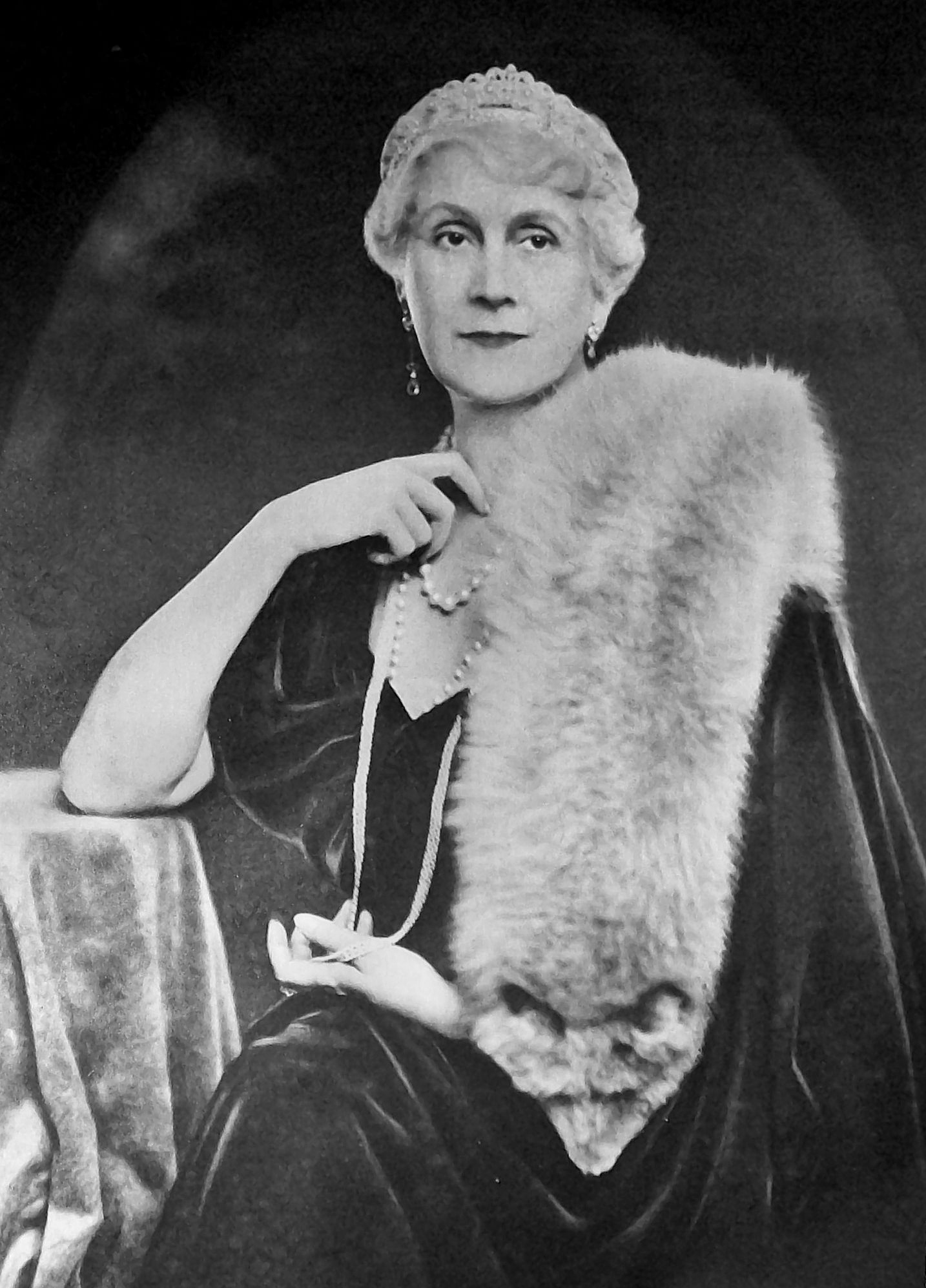
Magdolna Purgly.

Magdolna Purgly de Jószáshely, född 10 juni 1881 i Kürtös (nuvarande Curtici i Arad, Rumänien), död 8 januari 1959 i Estoril, Portugal, var från 1901 gift med Ungerns regent amiral Miklós Horthy. 
Purgly var dotter till en godsägare. Hon levde efter vigseln 1901 ett konventionellt liv som officershustru fram till makens maktövertagande 1920. 
Från 1935 började hon uppträda offentligt för att säkerställa makens maktposition med sin personliga prestige; hon deltog inte i politiken, men hennes omärkliga ställningstagande mot fascistfraktionerna genom att stödja nationens självständighet och vägran att grunda en Horthydynasti fick ändå en sådan effekt. Hon grundade 1938 en välgörenhetsorganisation. 
Familjen lämnade Ungern 1944 och levde sedan i Tyskland och slutligen i Portugal. Makarna hade fyra barn: Magdolna (1902–1918), Paulette (1903–1940), István (1904–1942) och Miklós (1907–1993).